# Mochudi Centre Chiefs
Der Mochudi Centre Chiefs Sporting Club ist ein Fußballverein aus Gaborone, Botswana. Der Verein konnte bisher vier Mal die nationale Meisterschaft gewinnen. Aktuell spielt der Verein in der zweiten Liga, der Botswana First Division. Hier tritt der Klub in der Southern Region an.

## Geschichte
Der auch „Magosi“, „Maaparankwe“ oder „Kwaa Rra Tswee-tswee“ genannte Verein wurde 1972 gegründet. Der Klub spielte viele Jahre unterklassig, ehe er Anfang der 1990er Jahre erstmals in die Botswana Premier League aufstieg. 1991 siegte er überraschend im nationalen Pokal. In der Saison 2007/08 konnte der Verein die nationale Meisterschaft gewinnen. Es sollten drei weitere folgen. Durch die Erfolge konnte der Klub sich mehrmals für die afrikanischen Wettbewerbe qualifizieren, wobei sie 1997 im CAF Cup die 2. Spielrunde erreichen konnten.

## Erfolge
- Botswanischer Meister: 2008, 2012, 2013, 2015
- Botswanischer Pokalsieger: 1991, 2008

## Stadion
Der Verein trägt seine Heimspiele im Botswana National Stadium oder im Molepolole Stadium aus.

## Statistik in den CAF-Wettbewerben
| Wettbewerb                    | Runde         | Gegner             | Hinspiel                     | Rückspiel                    |  |
| ----------------------------- | ------------- | ------------------ | ---------------------------- | ---------------------------- |  |
|                               |               |                    |                              |                              |  |
| African Cup Winners’ Cup 1992 | Qualifikation | Chief Santos       | n. a.                        | n. a.                        |  |
|                               | 1. Runde      | Power Dynamos      | 0:2 (H)                      | 0:4 (A)                      |  |
| CAF Cup 1997                  | 1. Runde      | Umtata Bucks       | n. a.                        | n. a.                        |  |
|                               | 2. Runde      | DSA Antananarivo   | 1:2 (H)                      | 1:2 (A)                      |  |
| CAF Cup 2000                  | 1. Runde      | Mtibwa Sugar FC    | 0:3 (A)                      | 1:2 (H)                      |  |
| CAF Champions League 2013     | Qualifikation | CD Maxaquene       | 1:0 (A)                      | 1:0 (H)                      |  |
|                               | 1. Runde      | TP Mazembe         | 0:1 (H)                      | 0:6 (A)                      |  |
| CAF Champions League 2014     | Qualifikation | Dynamos Harare     | 0:3 (A)                      | 1:1 (H)                      |  |
| CAF Champions League 2016     | Qualifikation | Ferroviário Maputo | Die Mannschaft trat nicht an | Die Mannschaft trat nicht an |  |

- 1992: Chief Santos FC verzichtete nach der Auslosung auf die Teilnahme am Wettbewerb.
- 1997: Umtata Bucks verzichtete nach der Auslosung auf die Teilnahme am Wettbewerb.